# The Power of Failing
The Power of Failing es el primer álbum de la banda emo Mineral, fue lanzado el 28 de enero de 1996 por la discográfica Crank! Records. Este es el disco debut, que no solo es fuerte en su música sino que también tiene melancólicas melodías e intensas guitarras donde toma la clara influencia emo de Christie Front Drive y Sunny Day Real Estate. "The Power of Failing" fue lanzado en dos formatos: uno en LP y el otro en CD.

## Lista de canciones
1. "Five, Eight and Ten" - 5:26
2. "Gloria" - 3:42
3. "Slower" - 5:47
4. "Dolorosa" - 5:10
5. "80-37" - 4:33
6. "If I Could" - 5:59
7. "July" - 4:24
8. "Silver" - 6:56
9. "Take the Picture Now" - 3:16
10. "Parking Lot" - 3:52

- "80-37" y "Take the Picture Now" no aparecen en la versión original del LP.

- Datos: Q7757938